# Deshvān
Deshvān är en ort i Iran.   Den ligger i provinsen Västazarbaijan, i den nordvästra delen av landet, 700 km väster om huvudstaden Teheran. Deshvān ligger 2 299 meter över havet och antalet invånare är 269.
Terrängen runt Deshvān är lite bergig. Runt Deshvān är det ganska tätbefolkat, med 83 invånare per kvadratkilometer. Närmaste större samhälle är Berūshkhvārān, 6,3 km sydväst om Deshvān. Trakten runt Deshvān består i huvudsak av gräsmarker.